# Haroldiellus sallei
Haroldiellus sallei är en skalbaggsart som beskrevs av Edgar von Harold 1863. Haroldiellus sallei ingår i släktet Haroldiellus och familjen Aphodiidae. Inga underarter finns listade i Catalogue of Life.